# Henry Debosnys

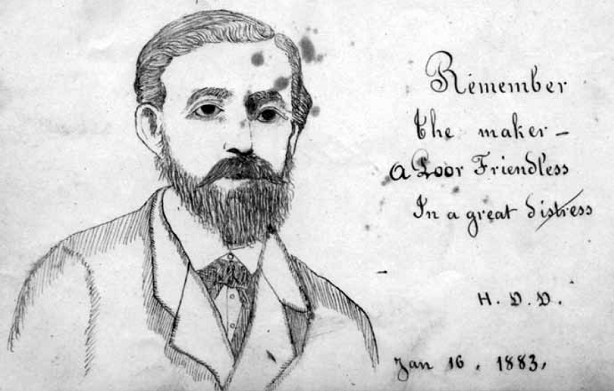
Uno degli autoritratti di Henry Debosnys.

Henry Delactnack Debosnys (... – Elizabethtown, 27 aprile 1883) è stato un misterioso individuo che venne impiccato per l'omicidio della terza moglie Elizabeth Wells nella Contea di Essex, nello stato di New York. Nonostante l'insufficienza di prove che confermassero il suo ruolo nel caso, venne giustiziato il 27 aprile del 1883 per impiccagione. La sua vera identità, così come il suo reale coinvolgimento nell'omicidio, non sono mai stati sufficientemente chiariti.

## Biografia
La totale assenza di qualsiasi documento che attesti la vita dell'uomo ha reso impossibile ricostruirne con sicurezza una biografia. Le uniche informazioni, prive di qualsiasi certezza, provengono da un quaderno ritrovato all'interno della sua abitazione. Nella sua piccola e confusa autobiografia, firmata con il nome fittizio di Henry Delactnack Debosnys (Spesso abbreviato come H.D.D.), l'uomo affermava di essere nato a Lisbona, in Portogallo, e di essere arrivato negli Stati Uniti tramite uno yacht con sua moglie, che però scomparve misteriosamente poco dopo il loro arrivo. Si sposò poco dopo con Elizabeth Wells, una vedova che aveva da poco ereditato una fattoria da parte del suo defunto marito.
L'uomo venne arrestato il 1º agosto 1882, dopo che la polizia locale ritrovò nel bosco il cadavere di Elizabeth Wells. Le autorità non furono in grado di ottenere alcuna informazione riguardo l'imputato che, nel mentre, continuava a dichiararsi totalmente estraneo ai fatti senza però voler fornire il suo vero nome. Il processo si svolse il 6 marzo 1883 e durò solamente due giorni, dopo i quali venne ufficialmente condannato a morte per impiccagione. La sentenza venne eseguita il 27 aprile 1883 a Elizabethtown. Fu l'ultima esecuzione capitale di tutta la storia della contea, ad essa assistettero circa 2000 persone.
Secondo alcune testimonianze, le ultime parole del condannato furono:

Sono innocente. Avete commesso uno sbaglio. Il sangue sul mio coltello era quello di uno scoiattolo.

Prima della sua esecuzione, sembra fosse riuscito a vendere il suo corpo ad un medico per 15$, il quale affermò che la pelle dell'uomo fosse "piena di tatuaggi" . Attualmente, sia il suo teschio che il cappio con il quale venne impiccato sono esposti nel museo di Adirondack History Center Museum a Elizabethtown.

## Codici cifrati

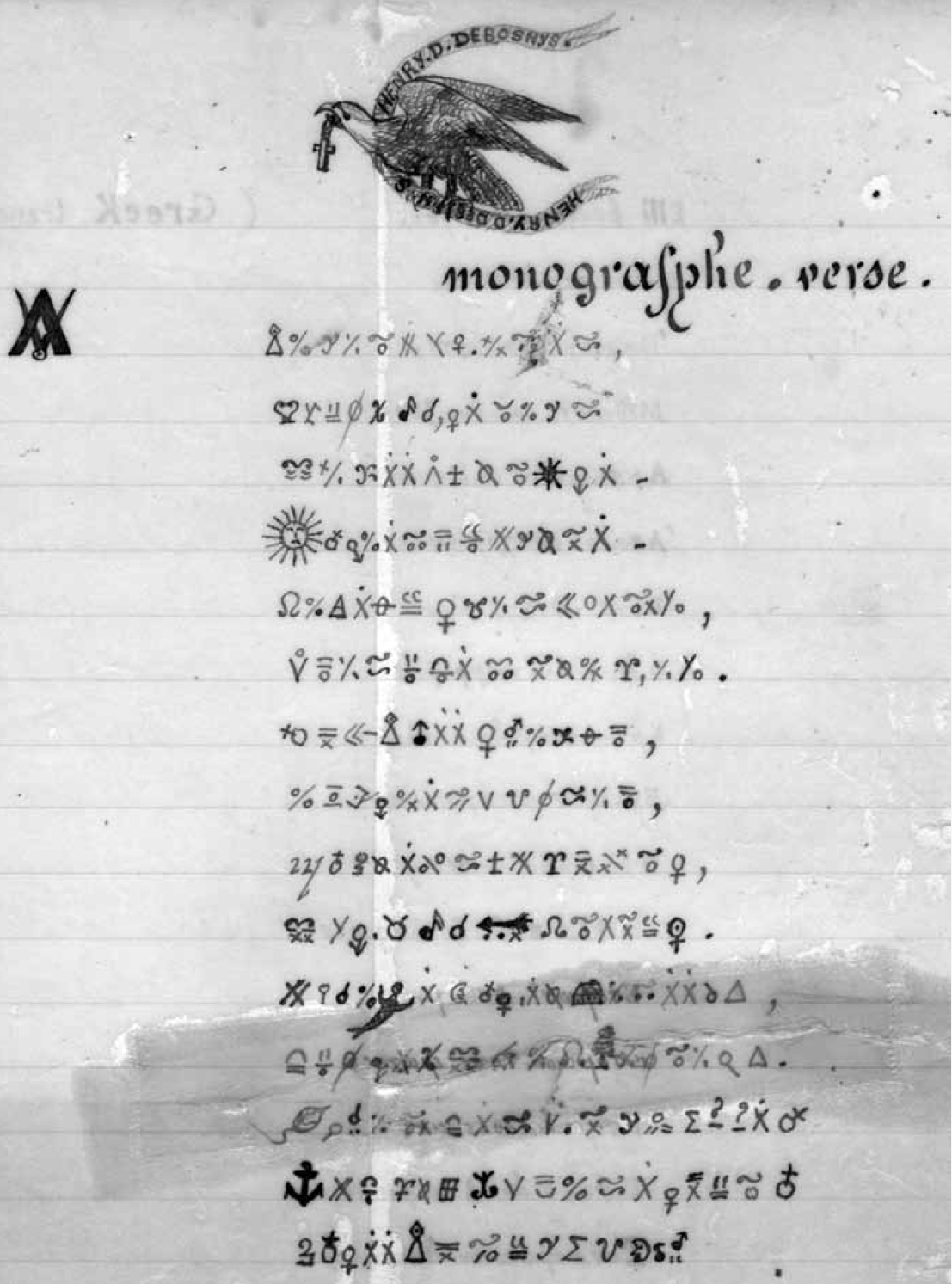
Uno dei crittogrammi di Debosnys

Debosnys fu l'autore di numerose opere criptiche, da piccole poesie a testi interi scritti utilizzando codici cifrati e pittogrammi. Le realizzò sia prima che dopo il suo arresto. Nonostante i continui tentativi, nessuno di essi è mai stato decifrato.